# Пам'ятник Степанові Чарнецькому
Пам'ятник Степанові Чарнецькому — пам'ятник видатному поету, театральному критику Степану Чарнецькому. Розташований в селі Шманьківцях Заводської громади Чортківського району Тернопільської области, поруч із православною церквою.
Оголошений пам'яткою монументального мистецтва місцевого значення (охоронний номер 2986).

## Опис
Пам'ятник у вигляді великого калинового куща, що схилив свої гілки.

## Відомості
Скульптор — Іван Мулярчук; ініціатор встановлення — Надія Процьків. Урочисте відкриття відбулося 26 травня 1991 року під час першого фестивалю «Червона калина».
У червні 2012 року після сильного буревію на пам'ятник впала стара липа і ліва рука опустилась. Реставрацію пошкодженого постаменту виконав скульптор і художник Дмитро Мулярчук (син Івана Мулярчука). Навесні 2022 року паном Дмитром було наново перетоновано пам'ятник.
Біля пам'ятника щорічно в день народження Степана Чарнецького відбуваються святкові урочини.